# Акуль-Мо-Наб I

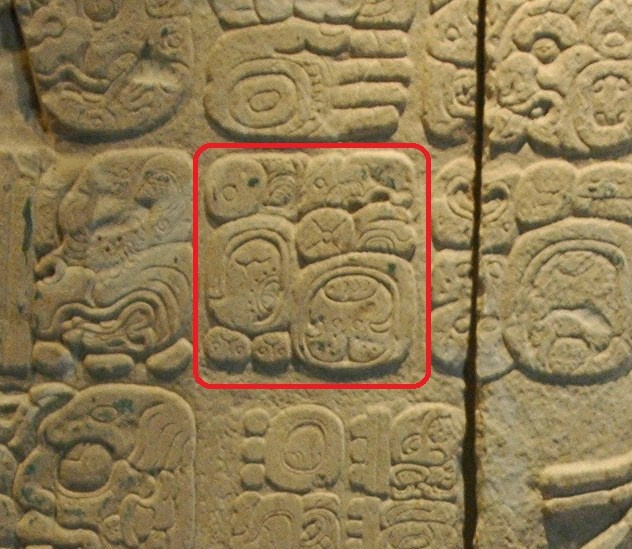
Глиф Акуль-Мо-Наба I в Храме XVII

Акуль-Мо-Наб I (майя a-ku-al moʼna꞉b «Черепаший Попугай-Водяная Лилия»; 5 июля 465 — 29 ноября 524) — правитель Баакульского царства со столицей в Лакам-Ха (Паленке) с 3 июня 501 по 29 ноября 524 год.

## Биография
Акуль-Мо-Наб I является преемником Буцах-Сак-Чика, воцарившись 3 июня 501 года в возрасте 35 лет, правив до своей смерти.
Основные биографические данные:
- Родился: 9.1.10.0.0 5 Ajaw 3 Sek (5 июля 465).
- Воцарился: 9.3.6.7.17 5 Kaban 0 Sotzʼ (3 июня 501).
- Умер: 9.4.10.4.17 5 Kaban 5 Mak (29 ноября 524)[комментарий 1].

По неизвестным причинам, Акуль-Мо-Наб I упоминается в рассказах Пакаля, правивший столетие спустя. Считается, что Пакаль считал Акуль-Мо-Наба I важной исторической персоной или своим предком.
Акуль-Мо-Наб I умер 29 ноября 524 года, его преемником стал Кан-Хой-Читам I.

### Семья
Вероятно, он был младшим братом своего предшественника Буцах-Сак-Чика.

### Комментарии
1. ↑  Эти даты указаны на Мезоамериканском календаре долгого счёта.

## Внешние ссылки
- Peter Matthews: Who’s who in the Classic Maya World
- «Los gobernantes dinásticos de Palenque» (недоступная ссылка) Архивировано 13 апреля 2012 года.
- Акаль-Мо’-Наб I
- «Ahkal Mo' Naab' I»
- Ahkal Mo' Naab' I Архивная копия от 3 мая 2012 на Wayback Machine Архивировано 17 марта 2002 года.
- Genealogy of rulers at Palenque